# رستاخیز کلمات
رستاخیزِ کلمات با عنوان فرعی درس‌گفتارهایی دربارهٔ نظریهٔ ادبی صورتگرایان روس کتابی از محمّدرضا شفیعی کدکنی است که به چگونگی شکل‌گیری نظریهٔ ادبی صورتگرایان روس و دستاوردهای آن و تطبیق این نظریه بر آثار ادب فارسی می‌پردازد. نامِ کتاب برگرفته است از مقاله‌ای از ویکتور شکلوفسکی به همین نام.

## ساختار و درون‌مایه کتاب
این کتاب فرمالیسم را در چهل مقاله به شکل تطبیقی با ادبیات فارسی، مورد بررسی قرار داده است.
در بخشی از کتاب آمده است: «صورتگرایان روس، در آغاز قرن بیستم، چشم‌انداز تازه‌ای در حوزهٔ مباحث جمال‌شناسی و نظریّهٔ ادبیات وارد محافل فرهنگی جهان کردند که آثارش هنوز هم در حال گسترش است. با عرضه کردن نظریّه‌های نو، دربارهٔ «زبان شعر» و «پیرنگ داستان» و «بوطیقای سینما» و «ساختار قصّه‌های عامیانه»، به آفاقی رسیدند که هیچ‌گاه از تاریخ فرهنگ بشری حذف‌ پذیر نیست. مفاهیمی همچون «فرم»، «آشنایی‌زدایی»، «رستاخیز کلمات»، «ادبیّت»، «هنر سازه»، «وَجهِ غالب»، «پیرنگ»، «ساختار»، «مایگان»، «قهرمان لیریک» و «تکامل ادبی»، که از رهگذر مکتب صورتگرایی روس وارد فرهنگ اروپا و امریکا شده است، با تمام تحوّلات علوم انسانی قرن بیستم و قرن بیست و یکم گره‌خوردگی یافته است. دراین کتاب، که درس‌گفتارهای مؤلف در دانشگاه تهران است، ما با جریان صورتگرایی روسی و تأثیرات جهانی آن آشنا می‌شویم، از منظری که بخش اعظم شواهد آن از ادبیات فارسی و تاریخ اجتماعی ایران مایه گرفته است، به همین دلیل خواننده به هنگام مطالعهٔ این کتاب، دربارهٔ سعدی و حافظ و دیگر بزرگان ایران زمین به گونه‌ای دیگر می‌اندیشد و هنر ایشان را از دریچه‌ای دیگر می‌نگرد.»

## وضعیت انتشار
این کتاب توسّط محمدرضا شفیعی کدکنی در ۵۱۲ صفحه (۵۵۹ صفحه در ویراست دوم)
نوشته شده و در سال ۱۳۹۱ توسط انتشارات سخن به چاپ رسیده است.